# Райан, Тим
Тимоти Джон Райан (англ. Timothy John Ryan; род. 16 июля 1973, Найлс) — американский политик, член Демократической партии, член Палаты представителей США (2003—2023).

## Биография
Родился 16 июля 1973 года в Найлсе, штат Огайо. В средней школе играл в американский футбол, стал звездой команды на позиции квотербека, начал выступать за команду престижного Янгстаунского университета, но профессиональная спортивная карьера не задалась из-за травмы колена. Перевёлся в Университет штата в Боулинг-Грине, который окончил со степенью бакалавра по политологии. Докторскую степень по праву получил в школе права Университета Нью-Гэмпшира, также учился во Флорентийском университете по международной программе школы права университета штата Пенсильвания. В 1995—1997 годах начинал карьеру в аппарате конгрессмена Джеймса Трэфиканта, затем работал в офисе прокурора округа Трамбулл.
В 2001 году был избран в Сенат Огайо, в 2002 году победил на выборах в Палату представителей США, заняв кресло Трэфиканта, осуждённого по коррупционным обвинениям.
Сторонник программы перехода на полностью бюджетное финансирование здравоохранения, известной под названием «Медикэр для всех», является соучредителем соответствующего кокуса в Палате представителей. В 2006 году поддержал законопроект Secure Fence Act, предполагавший сооружение на границе с Мексикой системы заградительных барьеров для пресечения нелегальной иммиграции.
В 2010 году инициировал билль о введении запретительных таможенных тарифов на импорт в США товаров из стран, искусственно занижающих курс национальной валюты (в первую очередь имелся в виду Китай), который, однако, так и не был передан из Палаты представителей на рассмотрение Сената. Изначально поддержал поправку Ступака-Питтса к Акту о доступном здравоохранении для Америки, которая предусматривала ограничение финансирования абортов из федерального бюджета, но в январе 2015 года объявил об изменении своей позиции в сторону гарантирования женщинам свободы выбора.
4 апреля 2019 года официально объявил о вступлении в борьбу за выдвижение его кандидатуры от Демократической партии на президентских выборах 2020 года.
В 2022 году проиграл выборы в Сенат США от Огайо республиканцу Джей Ди Вэнсу.